# Ilio Bosi
(Ilio Bosi)
Ilio Bosi (Ferrara, 4 ottobre 1903 – Ferrara, 5 dicembre 1995) è stato un politico, partigiano e antifascista italiano.

## Dalla nascita alla fine della Seconda Guerra Mondiale
Nato a Ferrara il 4 ottobre 1903 da una famiglia di modesti commercianti di origine bracciantile, inizia presto ad occuparsi di
problemi sociali e politici, stimolato dalle drammatiche conseguenze della
prima guerra mondiale e dalla conseguente crisi economica e politica.
Il suo precoce attivismo ha subito delle conseguenze. Il primo fermo
da parte dei Carabinieri avviene infatti all'età di 14 anni, nel 1917, per diffusione di volantini socialisti contro
la guerra. Farà parte delle organizzazioni socialiste per alcuni anni, pur
rendendosi conto dell'inadeguatezza del P.S.I nei confronti dell'avvento del
fascismo e dei problemi sociali, anche a seguito dei tragici fatti di Palazzo
d'Accursio a Bologna (il 21 novembre 1920), e del Castello Estense a Ferrara (20 dicembre 1920).
Studia e approfondisce le sue
conoscenze dei classici del pensiero socialista, e aderisce alla frazione “terzinternazionalista”
del P.S.I considerando inadeguato il massimalismo socialista, ma non partecipa
alla scissione di Livorno che porta alla nascita del P.Cd'I.,
con il quale inizialmente non ha rapporti. Lavora tuttavia nei circoli
giovanili socialisti, per dare contenuto politico all'organizzazione e per
stabilire i contatti con i giovani antifascisti della città e della provincia
di Ferrara.
Nel 1922, quando la violenza
fascista si fa sempre più massiccia, fino a culminare nella “Marcia su Roma”, è
costretto ad abbandonare la scuola a causa delle persecuzioni di cui è fatto
oggetto, anche da parte degli insegnanti, come studente socialista. Già nel
1921 era stato fermato dai Carabinieri e subito rilasciato perché sorpreso con
altri compagni a cantare Bandiera Rossa.
Nuovamente arrestato il 24
dicembre 1922, a Milano, dove si era recato per una riunione di partito, e
rilasciato dopo una decina di giorni, inizia di nuovo a Ferrara l'attività
politica vera e propria per la quale è sempre più preso di mira dalle autorità
di polizia e costretto a lasciare il lavoro presso un commerciante di mobili
(dove attiva uno dei centri dell'organizzazione socialista). Qui i socialisti
terzinternazionalisti si avvicinano sempre di più alle idee del PCd'I, nel
quale entreranno nel 1924. Bosi assume ufficialmente la direzione della
frazione di Ferrara ed entra sempre più in contatto con i comunisti ferraresi.
Nel dicembre del 1923 abbandona
Ferrara e si reca a Milano, entra negli organismi dirigenti della Federazione
Giovanile Socialista, e si adopera per la fusione tra Partito Comunista e
socialisti terzinternazionalisti, che avverrà nel 1924.
L'attività politica, da quel
momento in avanti, sarà sempre più difficile e pericolosa, imperniata
soprattutto sul sostegno all'organizzazione contro gli attacchi fascisti e
della polizia. Bosi la svolge in varie zone d'Italia, e viene di nuovo
arrestato alla fine del 1924 in Abruzzo e successivamente nel maggio 1925 a
Foggia. Di qui viene tradotto a Ferrara, dove subisce un brutale pestaggio che
lo fa ricoverare in ospedale, dal quale fugge e torna a Milano. Qui riprende
l'attività, soprattutto di propaganda, seguendo le direttive di Antonio Gramsci,
che conosce personalmente. Attività che, dopo la momentanea crisi del fascismo
conseguente al delitto Matteotti, entra nella quasi completa clandestinità a causa
delle persecuzioni.
Bosi viene destinato dal partito
al Sud, dove il lavoro è più difficile e rischioso per la diffidenza delle
popolazioni e la presenza di un fascismo diffuso e subdolo. Diventa segretario
interregionale della Federazione Giovanile Comunista per la Sicilia e la
Calabria e si trasferisce a Catania. Qui nel 1926 la polizia arresta tutti i
dirigenti del partito e della federazione giovanile, compreso Bosi. Nel
frattempo sono uscite le leggi speciali fasciste, che superano il vecchio
codice penale, e dunque gli arrestati verranno processati dal Tribunale Speciale. Trasferiti a Roma a Regina Coeli, il processo, che si terrà
solo nel 1928, commina a Bosi la condanna più pesante tra tutti i
condannati. Gli saranno inflitti dieci anni.
Gli anni del carcere significano
isolamento, percosse, angherie, alle quali resiste leggendo e studiando, anche
lingue straniere, sui libri della biblioteca del carcere o mandati da casa,
tentando di mantenersi in salute, di non incappare nelle punizioni.
La detenzione è dura, tra cimici,
mancanza di igiene, freddo, perquisizioni “esterne e interne”, convivenza con
detenuti comuni mafiosi o criminali. Durante la detenzione muoiono prima il
padre, la cui scomparsa lascia la madre e una sorella nella quasi indigenza,
poi la madre.
Passa da un carcere all'altro,
Portolongone (oggi Porto Azzurro), Spoleto, Civitavecchia, dove
trova altri dirigenti comunisti come Girolamo Li Causi, Umberto Terracini, Gian Carlo Pajetta, Emilio Sereni.
Uscirà, nel dicembre 1932 per l'amnistia proclamata per il decennale
dell'avvento del partito Fascista al potere.
Dopo la scarcerazione torna a
Ferrara dove si dedica alla riorganizzazione del Partito Comunista e alle lotte
di braccianti, contadini, anche fuori provincia. Le attività sono intense ed
efficaci, e ciò lo porta ad un nuovo arresto nel 1933 e a un nuovo processo del
Tribunale Speciale, che gli infligge altri 16 anni di carcere. Resterà a Civitavecchia
fino al 1941, e questi anni, nonostante la detenzione dura, sono anni di
studio, di discussioni politiche con gli altri detenuti, di approfondimenti e
di elaborazioni importanti per quella che sarà la politica del dopoguerra. In
particolare Bosi approfondisce le tematiche economiche e agrarie, che saranno
anche dopo la guerra una delle sue passioni e materia di incarichi importanti.
Sono gli anni di maggiore potere
del regime, e di arresti eccellenti, come quello di Antonio Gramsci, ma anche di
ammonizioni, confino, disoccupazione forzata, divieto di pubblicazioni e di
ogni forma di comunicazione. La più assoluta clandestinità per comunisti e
antifascisti.
Usufruendo di una nuova amnistia
esce dal carcere nel febbraio 1941 e viene inviato a Ferrara in libertà
vigilata. Riprende l'attività di contatto con gli antifascisti e i comunisti, lavorando
per l'unità delle forze antifasciste, attività che si intensifica nel 1943,
quando si inizia a preparare la lotta armata pensando che la caduta del fascismo
sia imminente, prima , dal maggio 1943, a
Milano, dove diviene segretario della federazione comunista, poi dopo l'8
settembre in Piemonte, e poi nel giugno del 1944 a Genova, con l'incarico di
ispettore politico e militare. Il periodo del governo Badoglio vede un
allentamento della repressione e un'attività semi-clandestina, ricominciano a
uscire l'Unità e altre pubblicazioni politiche.
A Milano gli capita di fare un
colloquio, come allora avveniva, con un giovane
attivista. Era il 26 luglio del 1943. Quel giovane era Pietro Ingrao.
(da una intervista a Pietro Ingrao)

## Attività e incarichi del dopoguerra
La lotta partigiana porterà alla preparazione dell'insurrezione del 1945, alla quale Bosi non partecipa poiché chiamato a Milano a sostituire al lavoro giovanile Eugenio Curiel, assassinato dai fascisti. Di passaggio a Milano ha conosciuto, ancora in clandestinità, quella che diventerà sua moglie dopo la Liberazione, Anna, una giovane donna impegnata da tempo nel lavoro clandestino contro i fascisti e i nazisti, che occupano la città. La rivede il 26 aprile e da quel momento non si separeranno più.
Ai primi di maggio 1945, dopo la Liberazione, è inviato a Roma come delegato del Comitato di Liberazione Nazionale e rappresentante del Fronte della Gioventù (conosciuto col nome di Ernesto, usato in clandestinità), con il compito di chiedere al governo in carica il ristabilirsi della vita democratica nel Paese, compresa l'indizione di libere elezioni. L'allora ministro Alcide De Gasperi non li riceverà nemmeno.
A Roma viene raggiunto dalla compagna, dopo un viaggio avventuroso con i mezzi di fortuna che si potevano trovare in quel momento.
Inizia intanto ad occuparsi di nuovo del Mezzogiorno, del Partito e di problemi di agricoltura. Tornato a Ferrara diviene Segretario della Federazione del Partito Comunista che acquisisce enormi consensi divenendo una organizzazione di massa impegnata nella ricostruzione post bellica e della partecipazione democratica, distrutta dagli anni del fascismo, e delle istituzioni locali. Si adopera quindi per la ricostruzione della legalità, delle strutture e delle contrattazioni sindacali, come ad esempio quelle bracciantili, mentre si preparano il referendum istituzionale, le nuove elezioni per l'Assemblea Costituente e le amministrative del 1946.
Bosi viene eletto alla Costituente, ed è quindi uno dei padri della Costituzione Italiana e della Repubblica democratica. Viene inoltre chiamato alla segreteria nazionale della Confederterra (Confederazione Generale dei Lavoratori della Terra, nata come organizzazione unitaria di tutti i lavoratori della terra, braccianti, contadini, mezzadri), alla cui guida resterà fino allo scioglimento nel 1956. Nel periodo della segreteria di Bosi nasce il primo contratto nazionale dei braccianti, poi quello dei mezzadri, con l'appoggio della CGIL e delle categorie dei lavoratori dell'industria.
Il 1947 è la rottura definitiva dell'unità delle forze antifasciste, con la preclusione verso il PCI (che porterà alla sconfitta alle elezioni politiche del 1948), e PCI e PSI vengono espulsi dal Governo. Bosi entra di diritto nella prima legislatura del Senato avendo scontato più di 5 anni di carcere, e nell'Assemblea Costituente, dove fa parte della Commissione Agricoltura, e tiene il primo discorso per il PCI in materia agraria, discorso che Togliatti farà poi pubblicare. È quindi uno degli artefici dell'art. 44 della Costituzione, che regola e limita la proprietà terriera privata.
Nel 1953 viene eletto al Senato e rieletto nel 1958, sempre ricoprendo l'incarico di Vicepresidente della Commissione Agricoltura, collaborando perciò alla legge sulla Riforma Agraria. Sono tuttavia anni di profonde divisioni politiche e di continui tentativi di emarginazione dei dirigenti del PCI da parte del potere dominante della Democrazia Cristiana.
Nel 1949 viene fondata l'Unione Internazionale dei Lavoratori Agricoli, aderente alla Federazione Sindacale Mondiale Bosi ne viene eletto segretario e lo resterà fino al 1960, quando la sede verrà spostata a Praga.
Questa nuova esperienza lo condurrà in diversi paesi in via di sviluppo, come in America Latina e in paesi coloniali o ex-coloniali, dove porterà proposte, e sosterrà le lotte dei braccianti e dei contadini, per la riorganizzazione dei ceti agricoli di quei paesi, dove i lavoratori sono ancora in condizioni arcaiche e l'agricoltura è spesso dominata dalle multinazionali e dal monopolio statunitense della United Fruits. Proprio per l'opposizione condotta a difesa dei lavoratori guatemaltechi, oggetto di massacri il cui mandante era probabilmente proprio l'United Fruits, che si opponeva alla riforma agraria del Guatemala, viene condannato nel periodo del “maccartismo” del Comitato contro le attività antiamericane. 
Come rappresentante della Federazione Sindacale Mondiale partecipa fin dal primo a tutti i Congressi Mondiali per la Pace, e propone, in anni di guerra fredda, l'apertura dei rapporti tra paesi socialisti e paesi capitalisti.
Le divisioni politiche di questi anni rompono tutti i fronti unitari non solo tra partiti, ma anche tra sindacati. Così come nascono l'Associazione Nazionale Coltivatori Diretti e la CISL, nell'area cattolica vicina alla DC, restano nell'area vicina al PCI la Federbraccianti, la Federmezzadri, le associazioni dei contadini (futura Alleanza Contadini) e la CGIL. Bosi si occupa ancora nei primi anni '60 di promuovere nuovi organismi tra i piccoli coltivatori diretti, in contrapposizione ai grandi proprietari terrieri e delle industrie di trasformazione. In particolare nel 1963-64 contribuisce al successo del Consorzio Nazionale Bieticultori, e a ottenere vantaggi economici notevoli per i contadini in un settore agricolo particolarmente importante per la sua provincia, Ferrara.
Dal 1964 al 1972 Bosi è eletto consigliere provinciale a Ferrara, ricoprendo la carica di assessore prima alla Sanità, poi al Personale e infine alle Finanze ed Economato. Come assessore alla Sanità innova gli interventi nei confronti dell'infanzia con problemi sociali e familiari, dei bambini con gravi handicap come la spasticità, spesso a quel tempo causata dalle cattive pratiche ostetriche, e delle cure psichiatriche, contribuendo al processo che porterà alla chiusura dei manicomi e alla futura legge Basaglia.
Terminato il mandato amministrativo è comunque rappresentante della Provincia di Ferrara nel Comitato Regionale che ha il compito di controllare gli atti dei Comuni, delle Opere Pie, dei Consorzi tra enti locali. Le sue competenze finanziarie lo avevano già portato fin dal 1956 alla Presidenza del Collegio dei sindaci revisori del PCI (del cui Comitato Centrale ha fatto parte fino agli anni '80), incarico che ha ricoperto per numerosi anni, e che gli valse l'invito permanente al Comitato Centrale anche in anni successivi alla nascita del PDS.
La sua attività politica e di testimonianza storica non si ferma neppure con l'avanzare dell'età e la cessazione degli incarichi più importanti. 
Nel 1973 è stato uno dei fondatori dell'Istituto di Storia del Movimento Operaio e Contadino (ISMOC) di Ferrara. Membro del consiglio di gestione dell'Istituto dal 1973, ha mantenuto la carica fino al 1995, anno della sua scomparsa, anche dopo la trasformazione nel 1990 in Istituto di Storia Contemporanea di Ferrara.
Dal 1977 al 1987 è stato Presidente dell'ANPI (Associazione Nazionale Partigiani d'Italia) di Ferrara, svolgendo in prima persona attività che lo hanno portato spesso nelle scuole superiori per confrontarsi con gli studenti sulla storia del fascismo e della costruzione della democrazia nel nostro Paese.
In precedenza ha ricoperto anche la carica di Presidente dell'Associazione Nazionale Perseguitati Politici Antifascisti (ANPPIA).
Nel 1993, compiuti 90, ha voluto recarsi a Roma dove ha ricevuto dalle mani di Giorgio Napolitano, allora Presidente del Senato, la medaglia di riconoscimento che il Senato riserva agli ex-senatori che abbiano appunto compiuto i 90 anni.
Ilio Bosi scompare il 5 dicembre 1995, all'età di 92 anni.
Ha pubblicato un libro autobiografico, “Il bastone e la galera”, ed. Corbo.